# 氷高小夜
氷高 小夜（ひだか さや、1975年3月3日 - ）は、日本の元AV女優、元ストリッパー。

## 略歴
1993年に『ああ無情』でAVデビュー。
1994年、『ギルガメッシュないと』にAGギャルズの一員としてレギュラー出演。同時期にスポーツ紙にコラムを連載した事もある。AV女優活動当時、雑誌に中学2年生からAVデビューまでに500人の男性とSEXをしたと特集される。1995年に引退。

## 人物
- 趣味:DJ、パソコン[2][3]

## 作品

### アダルトビデオ
1993年
- ああ無情（12月10日、アリスJAPAN）＊デビュー作

1994年
- 欲情バイブレーション（1月28日、アリスJAPAN）
- Beppin School 7 氷高小夜・坂巻かおり・藤谷しおり・ほか 全6名（1月29日、英知出版）
- あすなめ白書（2月25日、アリスJAPAN）
- 吸精姫（4月8日、アリスJAPAN）
- フラッシュパラダイス（5月20日、アリスJAPAN）
- ザ・リアルGOLD（6月17日、アリスJAPAN）
- 潮吹きアニマル（7月22日、アリスJAPAN）
- 19才の悪戯（7月30日、サクセス・ビデオ・コミュニティ）
- キューティーバニー（8月12日、アリスJAPAN）
- 長い髪の処女（9月30日、アリスJAPAN）
- 濡れて感度E気分（10月13日、サクセス・ビデオ・コミュニティ）＊「吸精姫」を再編集したもの
- 羊たちは貪欲（10月28日、アリスJAPAN）
- 女尻（11月25日、アリスJAPAN）
- ハングリー（12月22日、サクセス・ビデオ・コミュニティ）
- エロスで殺して（12月30日、アリスJAPAN）

1995年
- 口全ワイセツ 20（1月14日、SAMM）
- レイプ狂い（1月27日、アリスJAPAN）
- 美顔隷嬢（2月24日、アリスJAPAN）
- シャングリラ 3 （3月22日、サクセス・ビデオ・コミュニティ）＊「エロスで殺して」他を再編集したもの
- かかって来なさい（3月31日、アリスJAPAN）
- レズ地獄 2（4月21日、アリスJAPAN） - 共演：水野さやか
- スーパースターとしませんか（5月19日、アリスJAPAN）
- 桃尻ナース イクも天国、ハテるも極楽（7月31日、エイトマン） - 共演：矢吹まりな・桃瀬あかり 全3名
- 快尻! ズボット 新たなる仕置き人（10月30日、エイトマン） - 共演：麻宮淳子・野原ゆかり 全3名
- あぶない放課後 新・女教師スペシャル（11月16日、V&Rプランニング） - 共演：細川しのぶ・河合メリージェーン
- 極上べろべろ娘たち（11月16日、SAMM）＊オムニバス作品
- エロすぐり8連発!!（12月14日、エイトマン）＊オムニバス作品
- スーパーコレクション（12月29日、アリスJAPAN）
- 学園レズ物語 氷高小夜・水野さやか・森尾ひとみ（12月、サクセス・ビデオ・コミュニティー）※「レズ地獄」を再編集したもの

1996年
- AV女優エクスタシーコレクション（1月8日、サクセス・ビデオ・コミュニティー）＊「スーパースターとしませんか」他を再編集したもの
- エロすぐり8連発!! コスプレ編（5月30日、エイトマン）＊オムニバス作品 全8名
- ザ・レイプ 3（9月2日、笠倉出版社 CAV36-37）＊オムニバス作品 全10名

1999年
- 官能コレクション 朝岡実嶺・氷高小夜（10月25日、サクセス・ビデオ・コミュニティー）

2000年
- 氷高小夜ヒストリー 1（4月21日、アリスJAPAN）
- 氷高小夜ヒストリー 2（6月23日、アリスJAPAN）※「吸精姫」「ザ・リアルGOLD」を収録
- 極 口全ワイセツ カウントダウンスペシャル（7月21日、SAMM）多数出演＊オムニバス作品
- アリスJAPAN 2001 全24名（12月8日、アリスJAPAN）＊オムニバス作品

2001年
- 濡れた女たち 	氷高小夜・鈴木麻奈美・北村うるか・深田美穂（10月21日、h.m.p）＊オムニバス作品
- 氷高小夜ヒストリー3（12月14日、アリスJAPAN）※「フラッシュパラダイス」「潮吹きアニマル」を収録
- STORY of LOVE#5 レイプ魔の愛撫… 麻宮淳子・氷高小夜・野原ゆかり 全3名（12月21日、ビデオバンク）

2002年
- レズ地獄スペシャル 氷高小夜・水野さやか・森尾ひとみ 全3名（2月8日、アリスJAPAN）

2003年
- ノーカット4時間!! 氷高小夜（4月18日、アリスJAPAN）＊「キューティーバニー」「長い髪の処女」「羊たちは貪欲」「女尻」を収録
- ノーカット4時間!! 氷高小夜 2（7月4日、アリスJAPAN）＊「エロスで殺して」「レイプ狂い」「美顔隷嬢」「かかってきなさい」を収録

2004年以降
- 口全ワイセツBEST 1 全21名（2004年5月21日、SAMM）＊オムニバス作品
- アリス・メモリアル 1994 氷高小夜 栗田もも 細川百合子 秋吉ゆか（2006年1月20日、アリスJAPAN DV-570）全4名
- 極限ファック･･･イクまでやめない女たち（2007年10月31日、h.m.p）＊オムニバス作品
- AVアイドル秘宝館 5時間（2009年4月25日、ビースバルプロモーション BSDV-270）全10名
- 美少女AV女優の頂点 1990年代セレクション 全24名（2012年12月24日、オールアダルトジャパン）＊オムニバス作品
- あぶない放課後 新・女教師スペシャル 復刻リクエスト 氷高小夜・瞳リョウ（2015年3月13日、V&Rプランニング）

### オリジナルビデオ
- 実写版 淫獣学園1 色魔界の逆襲（1995年2月24日、大映）監督:倉本薫 - 共演：麻宮淳子・西田ももこ・高橋めぐみ・水野さやか [4]
- 実写版 淫獣学園2 魔性の娘誕生（1996年2月23日、大映）監督:倉本薫 - 共演：城麻美・麻宮淳子・西田ももこ・立原貴美・観月沙織里 [5]
- 実写版 淫獣学園3 くノ一狩り（1996年4月26日、大映）監督:倉本薫 - 共演：城麻美・日吉亜衣・可愛ゆう・栗田もも・麻宮淳子・西田ももこ [6]

## 出演
- ギルガメッシュないと(テレビ東京)※AGギャルズ1期生として出演。
- 福ぶくろ(テレビ朝日)
- おとなのえほん(サンテレビ)
- ダウンタウンの裏番組をブッ飛ばせ!!(1994年12月31日、日本テレビ系)

## 書籍

### 写真集
- 氷高小夜写真集 迷羊（1994年2月24日、英知出版、撮影：前場輝夫）
- 氷高小夜写真集 current (1994年9月20日、海王社、撮影：木村智哉）ISBN 9784877240165
- FOUR-SEASONS 美少女たちの四季 全16名（1994年11月15日、司書房、撮影：横山こうじ）
- ベストビジュアル文庫 情熱体験 レッドバニーズ 秋吉ユカ 佐々木優 氷高小夜 ほか (1994年12月5日、ハローケイエンターテイメント、撮影：山岸信 ほか）ISBN 9784584380185

### 雑誌
- Girl Friends 1994年2月号（若生出版）
- URECCO 1994年3月号、7月号（ミリオン出版）
- ANNEX VOL.4 スコラ4月27日号増刊（1994年4月27日、スコラ）
- PHOTO SHOT Vol.2（1994年6月25日、英知出版）
- オレンジ通信 1994年6月号（表紙）、1995年02月号（表紙）（東京三世社）
- さくらんぼ通信 1994年7月号（大洋図書）
- おとこの遊び専科 1994年7月号（青人社）
- Beppin 1994年8月1日号、1995年3月15日号（英知出版）
- ベストビデオスペシャル 袋とじPIN-UPポスター VOL.2（1994年9月15日、三和出版）
- GAL’Sコレクション 夏 1994年9月号（少年画報社）
- BONNOU Vol.17 1994年9月号（英和出版）
- THE SPARK GIRLS Vol.6（1994年10月10日、ベストセラーズ）
- GOKUH 1994年10月号、1995年3月号（英和出版）
- ザ・ヒット MAGAZINE 1994年11月号（三和出版）
- ベストビデオ 1994年12月号（三和出版）
- Super Shot（1995年4月15日、英知出版）
- ビデオ・ザ・ワールド 1995年7月号（コアマガジン）
- MEDIA JAPON vol.20（1996年2月15日、コアマガジン）